# 阪急阪神東宝グループ
阪急阪神東宝グループ（はんきゅうはんしんとうほうグループ、英: Hankyu Hanshin Toho Group）は、阪急阪神ホールディングス株式会社（阪急阪神HD）、エイチ・ツー・オー リテイリング株式会社（H2Oリテイ）、東宝株式会社の3社を中核とする日本の企業グループである。2006年の阪急・阪神経営統合以前の旧：阪急東宝グループ。
大阪府大阪市北区の梅田地区を本拠地とし、東京都千代田区有楽町（日比谷地区）にも拠点を持つ。
なお、特記無き事業者は全て株式会社である。

## 概要
いわゆる「阪急阪神」の経営統合が行われた2006年10月1日に発足。発足当時は「阪急阪神ホールディングスグループ」、「阪急百貨店グループ」と「東宝グループ」の3本柱から構成され、このうち、「阪急阪神ホールディングスグループ」については旧・阪急東宝グループの一翼「阪急電鉄グループ」に阪神グループを加えたもの、「阪急百貨店グループ」と「東宝グループ」については、阪急東宝グループ時代のものをほぼそのまま引き継いだものとなった。
いわゆる「阪急阪神」の経営統合では、阪神電気鉄道が阪急ホールディングス（阪急HD）の傘下に入る（同時に阪急HDは社名を阪急阪神HDに変更する）形での経営統合であり、加えて当時、阪急阪神HDと阪急百貨店とは資本的なつながりが薄かったため、阪神電気鉄道の完全子会社であった阪神百貨店は、業態よりも資本関係が重視され、この時点では阪急百貨店グループではなく、阪急阪神ホールディングスグループに分類された。
その後、2007年10月1日の阪急百貨店と阪神百貨店の経営統合（詳細はエイチ・ツー・オー リテイリングを参照）の結果、阪急百貨店グループの中核企業はH2Oリテイリングになり、グループ名「阪急百貨店グループ」も「エイチ・ツー・オー リテイリンググループ」に改称され、阪神百貨店は阪急百貨店とともにこのグループに分類されるようになった。ただし、この「阪急百・阪神百経営統合」の結果、「エイチ・ツー・オー リテイリンググループ」中核企業のH2Oリテイリング自体が、（阪神電気鉄道保有分を含む）株式の2割以上を阪急阪神HDに保有される関係になっている。

## 取引銀行
中核企業である阪急阪神HD、H2Oリテイ、東宝の3社はいずれも旧：三和銀行（現:三菱UFJ銀行）をメインバンクとしていた関係で、三和グループの企業から構成されるみどり会に属する。阪急阪神HDは分社化前の（旧）阪急電鉄時代から三和グループの社長会である三水会に所属していたことから、旧：阪急東宝グループは三菱UFJグループ（三菱グループではない）内の企業集団と看做されることが多かった。一方の阪神電気鉄道は、歴史的経緯から旧：住友銀行（現：三井住友銀行）や旧：住友信託銀行（現：三井住友信託銀行）をメインバンクとし、住友グループ色が強い企業であった。また、阪急電鉄（旧・箕面有馬電気軌道）の実質的創業者である小林一三が三井銀行の行員だった関係から三井グループとも関係が深い。

## グループ中核企業間の資本関係
阪急阪神東宝グループの中核企業3社間の資本関係は次のとおりである。
- 阪急阪神ホールディングスの株式
東宝：0.39%
エイチ・ツー・オー リテイリング：1.45%
- エイチ・ツー・オー リテイリング（旧:阪急百貨店）の株式（2007年10月1日現在）
阪急阪神ホールディングス：21.8%（阪神電気鉄道の保有分14.3%を含む）（1位、同社の持分法適用会社）
東宝：5.16%（5位）
- 東宝の株式（2023年2月末現在）[1]
阪急阪神ホールディングス：13.04%（1位、同社の持分法適用会社）
阪急阪神不動産（阪急阪神ホールディングス100%子会社）：8.66%（3位）
エイチ・ツー・オー リテイリング：7.03%（4位）

## 阪急阪神ホールディングスグループ
阪急阪神ホールディングスグループは、阪急電鉄、阪神電気鉄道、阪急交通社、阪急阪神エクスプレス、阪急阪神ホテルズ、阪急阪神不動産の6社を中核とする企業グループ。都市交通、不動産、エンタテインメント・コミュニケーション、流通、旅行・国際輸送、ホテルを主たる事業として幅広く展開している。
その企業グループは、純粋持株会社である阪急阪神ホールディングスを中核に、子会社152社（うち連結子会社103社）及び関連会社19社（うち持分法適用関連会社9社）で構成されている（2011年3月期現在）。その営んでいる主要な事業内容、および事業の種類別セグメントとの関連は、次のとおりである。

### 純粋持株会社
- 阪急阪神ホールディングス（大阪市北区）

阪急電鉄、阪神電気鉄道、阪急阪神ホテルズ、阪急交通社、阪急阪神エクスプレスの5社を主な事業内容に持つ純粋持株会社として、これらグループ全体の事業戦略の策定や経営管理、経営資源の最適配分を行っている。

### 中核会社
- 阪急電鉄（大阪市北区）
  - 都市交通事業
  - エンタテインメント・コミュニケーション事業
  - 流通事業
- 阪神電気鉄道（大阪市福島区）
  - 都市交通事業
  - エンタテインメント・コミュニケーション事業
- 阪急交通社
  - 旅行事業
- 阪急阪神エクスプレス（大阪市北区・東京都港区）
  - 国際輸送事業
- 阪急阪神ホテルズ（大阪市北区）
  - ホテル事業
- 阪急阪神不動産（大阪市北区）
  - 不動産事業

### 都市交通事業

#### 鉄道事業
- 阪急電鉄（大阪市北区）
  - 能勢電鉄（兵庫県川西市）
  - 北大阪急行電鉄（大阪府豊中市）
- 阪神電気鉄道（大阪市福島区）
  - 西大阪高速鉄道（大阪市西区）
- 神戸電鉄（神戸市兵庫区）
- 神戸高速鉄道（神戸市兵庫区）

#### 駅関連施設管理運営業（阪急電鉄/神戸高速鉄道）
- 阪急レールウェイサービス（大阪市北区）

#### 鉄道保守整備業（阪急電鉄/阪神電気鉄道）
- 阪急阪神レールウェイ・テクノロジー（大阪市淀川区）
- 阪急阪神電気システム（大阪市淀川区）
- アルナ車両（摂津市）
- 阪神車両メンテナンス（尼崎市）

#### バス事業
- 阪急バス（大阪府豊中市）
- 阪急観光バス（大阪府豊中市）
- 丹後海陸交通（京都府与謝郡与謝野町）
- 神鉄バス（神戸市北区）
- 阪神バス（兵庫県尼崎市）

#### タクシー業
- 阪急タクシー（大阪府豊中市）
- 阪神タクシー（兵庫県西宮市）
- ハックス阪神（兵庫県西宮市）
- 大阪神鉄豊中タクシー（大阪府大阪市）
- 大阪阪神タクシー（大阪府守口市）

#### 自動車整備業（阪急バス/阪神バス/阪急タクシー/阪神タクシー）
- 阪急阪神エムテック（大阪府茨木市）

#### レンタカー事業
- ニッポンレンタカー阪急（大阪府池田市）

#### 車両製造業（阪急電鉄/阪神電気鉄道）
- アルナ車両（大阪府摂津市）

#### その他
- 阪急設計コンサルタント（大阪市北区）
- 池田エルピーガス（大阪府池田市）
- オムテック（大阪府池田市）
- スマイル（大阪府豊中市）
- 西山ドライブウエイ（京都市右京区）
- 阪急ドライビングスクール服部緑地（大阪府豊中市）
- リッツ（大阪府池田市）

#### その他（阪神電気鉄道）
- 阪神ステーションネット（大阪市福島区）

### 不動産事業

#### 阪急阪神不動産
- 阪急阪神エステート・サービス（大阪市福島区）
- 阪急阪神リート投信（大阪市北区）

#### 阪急電鉄

##### 不動産管理業
- 阪急阪神ビルマネジメント（大阪市北区）

阪急電鉄の100%子会社だった阪急ファシリティーズと、阪神電気鉄道の100%子会社だった阪神エンジニアリングを合併（阪急ファシリティーズを存続会社とする吸収合併）し、2007年10月1日付で設立された阪急阪神ホールディングスのPM（プロパティ・マネジメント）事業と、BM（ビルメンテナンス）事業を統括する企業。阪急電鉄・阪神電気鉄道が50%ずつを折半出資している。
かつては傘下に警備事業子会社として、阪急阪神ハイセキュリティサービス（大阪市北区）が置かれていたが、2024年7月1日付で直営常駐警備事業をセントラル警備保障へ吸収分割し、その他の外注警備管理、機械警備、集配金業務、駐車場事業は親会社の阪急阪神ビルマネジメントに吸収合併された。
- 阪急阪神クリーンサービス（大阪市北区） - 阪急阪神ビルマネジメント傘下の清掃事業子会社。

#### 阪神電気鉄道

##### 不動産賃貸業
- 大阪ダイヤモンド地下街（大阪市北区）

### エンターテイメント・コミュニケーション事業

#### 阪急電鉄

##### 歌劇事業
- 宝塚歌劇団（兵庫県宝塚市）
- 宝塚クリエイティブアーツ（兵庫県宝塚市）
- 宝塚舞台（兵庫県宝塚市）

##### 劇場の運営
- 梅田芸術劇場（大阪市北区）

##### 広告代理店業
- 阪急アドエージェンシー（大阪市北区）

##### その他（エンタメ・阪急電鉄）
- 阪急アミューズメントサービス（兵庫県宝塚市）

#### 阪神電気鉄道

##### スポーツ事業
- 阪神電気鉄道（大阪市福島区）
  - エンターテイメント・コミュニケーション事業本部
- 阪神タイガース（兵庫県西宮市）
- ウエルネス阪神（兵庫県西宮市）

##### レジャー事業
- 六甲山観光（神戸市灘区）
- 鳴尾ウォーターワールド（兵庫県西宮市）

##### 広告代理店業
- 阪神コンテンツリンク（大阪市福島区）
  - Billboard JAPAN（東京都港区）

##### 情報サービス業
- アイテック阪急阪神（大阪市福島区）

##### コミュニケーション業
- 阪神電気鉄道（大阪市福島区）
  - エンターテイメント・コミュニケーション事業本部
- ベイ・コミュニケーションズ（大阪市福島区）
- 阪神ケーブルエンジニアリング（兵庫県西宮市）
- エフエム・キタ（大阪市北区）
- アイテックソフトウェア（大阪市福島区）

##### その他（エンタメ・阪神電気）
- システム技研（大阪市福島区）

### 流通事業

#### 阪急電鉄

##### 小売業
- 阪急電鉄（大阪市北区）
  - 流通事業本部
- 阪急リテールズ（大阪市北区）
- いいなダイニング（大阪市淀川区）

##### その他（流通・阪急）
- 阪神商事（大阪市福島区）

### 旅行事業
- 阪急交通社 （大阪市北区）
  - 阪急阪神ビジネストラベル（大阪市北区）
  - 阪急トラベルサポート（大阪市北区）
  - エアサーブ（東京都中央区）
  - Hankyu International China Co., Ltd.
    - 阪急国際旅行社（中国）有限公司

  - 阪神トラベル・インターナショナル（東京都中央区）
  - VIAJES HANSHIN S.A.
    - ビアヘス阪神

### 国際輸送事業
- 阪急阪神エクスプレス（大阪市北区）
  - 阪急阪神ロジパートナーズ（大阪市住之江区）
  - HANKYU INTERNATIONAL TRANSPORT (HONG KONG) LTD.
    - 阪急インターナショナルトランスポート（香港）有限公司

  - HANKYU SINOTRANS INTERNATIONAL TRANSPORT CO., LTD. 
    - 阪急SINOTRANS国際輸送

  - HANKYU INTERNATIONAL LOGISTICS (SHANGHAI) CO., LTD. 
    - 阪急国際物流（上海）有限公司

  - HANKYU LOGISTIC　 SERVICES (SHANGHAI) CO., LTD. 
    - 阪急物流サービス（上海）有限公司

  - HANKYU INTERNATIONAL TRANSPORT (GUANGZHOU) LTD. 
    - 阪急国際交通機関（広州）有限公司

  - HANKYU INTERNATIONAL TRANSPORT (BEIJING) CO., LTD. 
    - 阪急インターナショナルトランスポート（北京）有限公司

  - HANKYU INTERNATIONAL TRANSPORT (THAILAND) CO., LTD. 
    - 阪急インターナショナルトランスポート（タイ）有限公司

  - HANKYU INTERNATIONAL TRANSPORT (SINGAPORE) PTE LTD. 
    - 阪急インターナショナルトランスポート（シンガポール） PTEの株式会社

  - HANKYU INTERNATIONAL TRANSPORT (MALAYSIA) SDN.BHD. 
    - 阪急インターナショナルトランスポート（マレーシア） SDN.BHD

  - HANKYU INTERNATIONAL TRANSPORT (PHILIPPINES) INC. 
    - 阪急インターナショナルトランスポート（フィリピン）

  - HANKYU INTERNATIONAL TRANSPORT(KOREA)CO., LTD. 
    - 阪急国際輸送（韓国）有限公司

  - PT. HANKYU INTERNATIONAL TRANSPORT INDONESIA 
    - PT・阪急国際輸送インドネシア

  - HANKYU - HANSHIN INTERNATIONAL TRANSPORT (VIETNAM) CO., LTD. 
    - 阪急・阪神国際交通機関（ベトナム）有限公司

  - HANKYU INTERNATIONAL TRANSPORT INDIA PRIVATELIMITED. 
    - 阪急国際輸送PRIVATELIMITEDインド

  - HANKYU INTERNATIONAL TRANSPORT (UK) LTD. 
    - 阪急インターナショナルトランスポート（英国）株式会社

  - HANKYU INTERNATIONAL TRANSPORT (DEUTSCHLAND) GMBH 
    - 阪急インターナショナルトランスポート（ドイツ）社

  - HANKYU INTERNATIONAL TRANSPORT (NETHERLANDS) B.V. 
    - 阪急インターナショナルトランスポート（オランダ）書籍

  - HANSHIN FREIGHT INTERNATIONAL (EUROPE) LTD.
    - 阪神貨物輸送インターナショナル（ヨーロッパ）

  - HANSHIN AIR CARGO USA, INC.
    - 阪神航空貨物アメリカ社

  - HANSHIN FREIGHT INTERNATIONAL (H.K.) LTD.
    - 阪神貨物輸送インターナショナル（香港）

  - HANSHIN FREIGHT INTERNATIONAL (CHINA) LTD.
    - 阪神貨物輸送インターナショナル（中国）

  - HANSHIN FREIGHT INTERNATIONAL (SINGAPORE) PTE LTD.
    - 阪神貨物輸送インターナショナル（シンガポール）PTE

  - HANSHIN FREIGHT INTERNATIONAL (MALAYSIA) SDN. BHD.
    - 阪神貨物輸送インターナショナル（マレーシア）SDN.BHD.

  - HANSHIN FREIGHT INTERNATIONAL (THAILAND) CO.,LTD.
    - 阪神貨物輸送インターナショナル（タイ）株式会社

### ホテル事業
- 阪急阪神ホテルズ
  - 天橋立ホテル（京都府宮津市）
  - 有馬ビューホテル（神戸市北区）
  - 呉阪急ホテル（広島県呉市）
  - 第一ホテルサービス（東京都港区）
  - 京浜サービス（東京都港区）

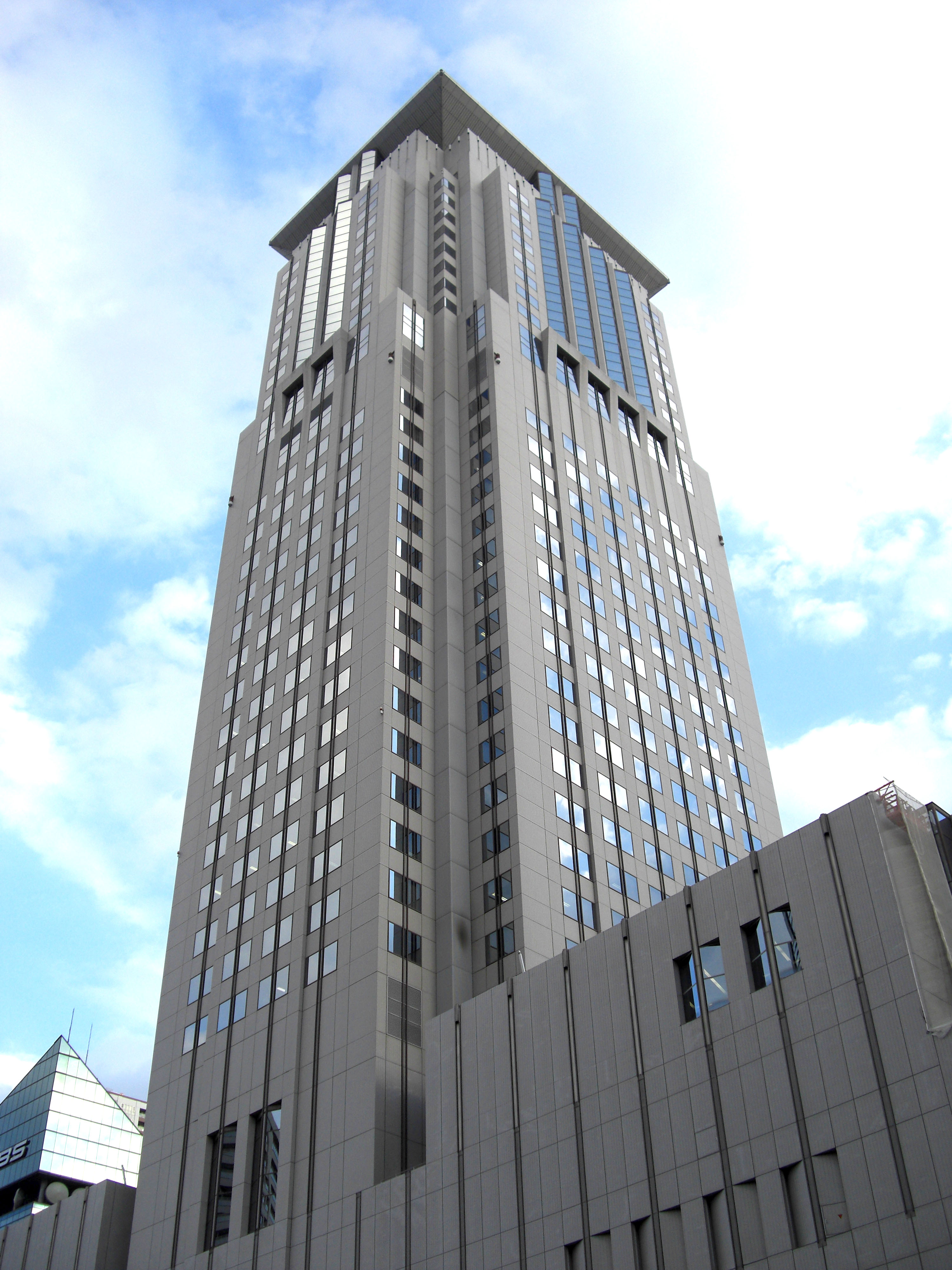
ホテル阪急インターナショナル

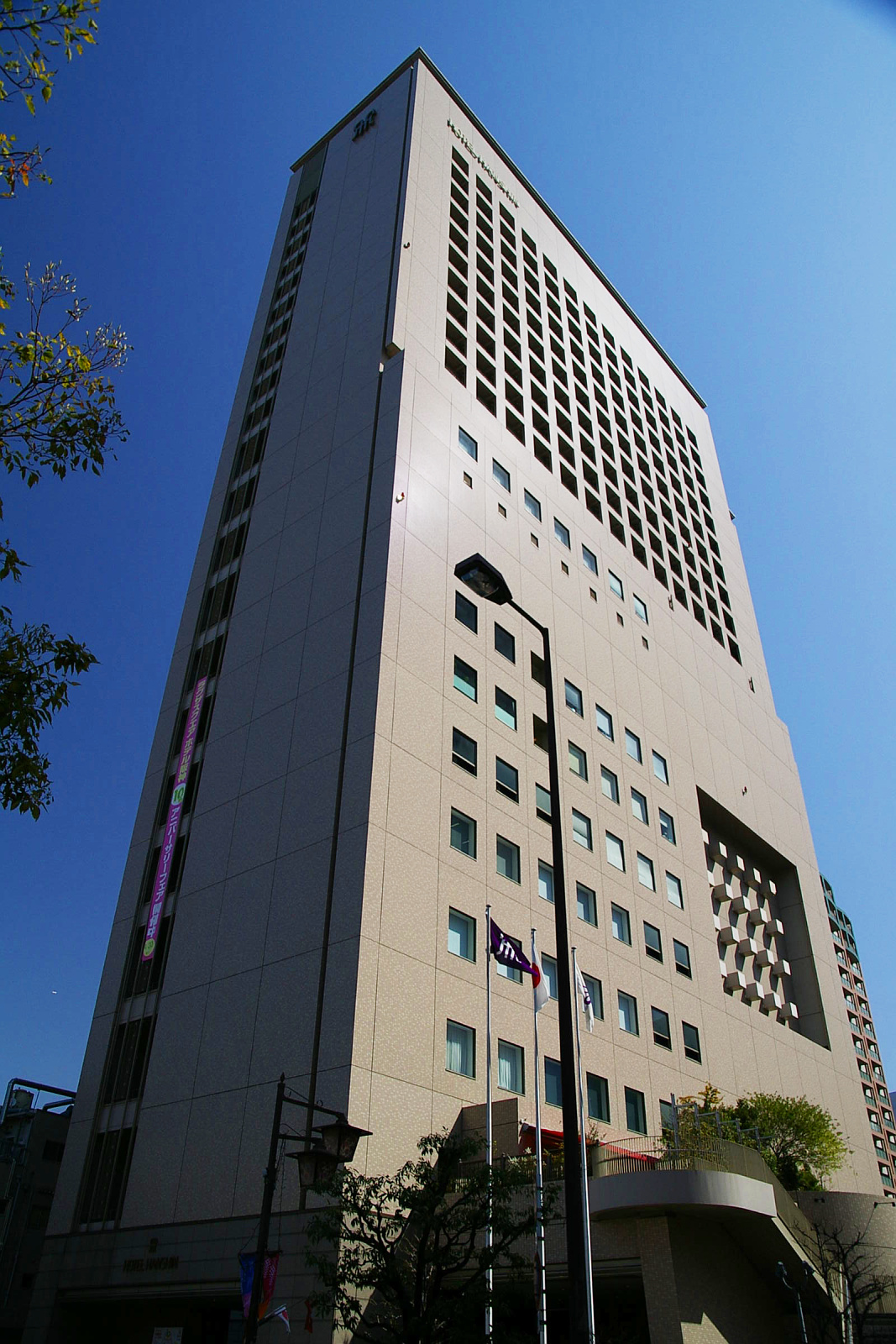
ホテル阪神

- 阪神ホテルシステムズ（阪急阪神第一ホテルグループには属さない。）
  - ザ・リッツ・カールトン大阪（大阪市北区）

### その他の事業（49社）

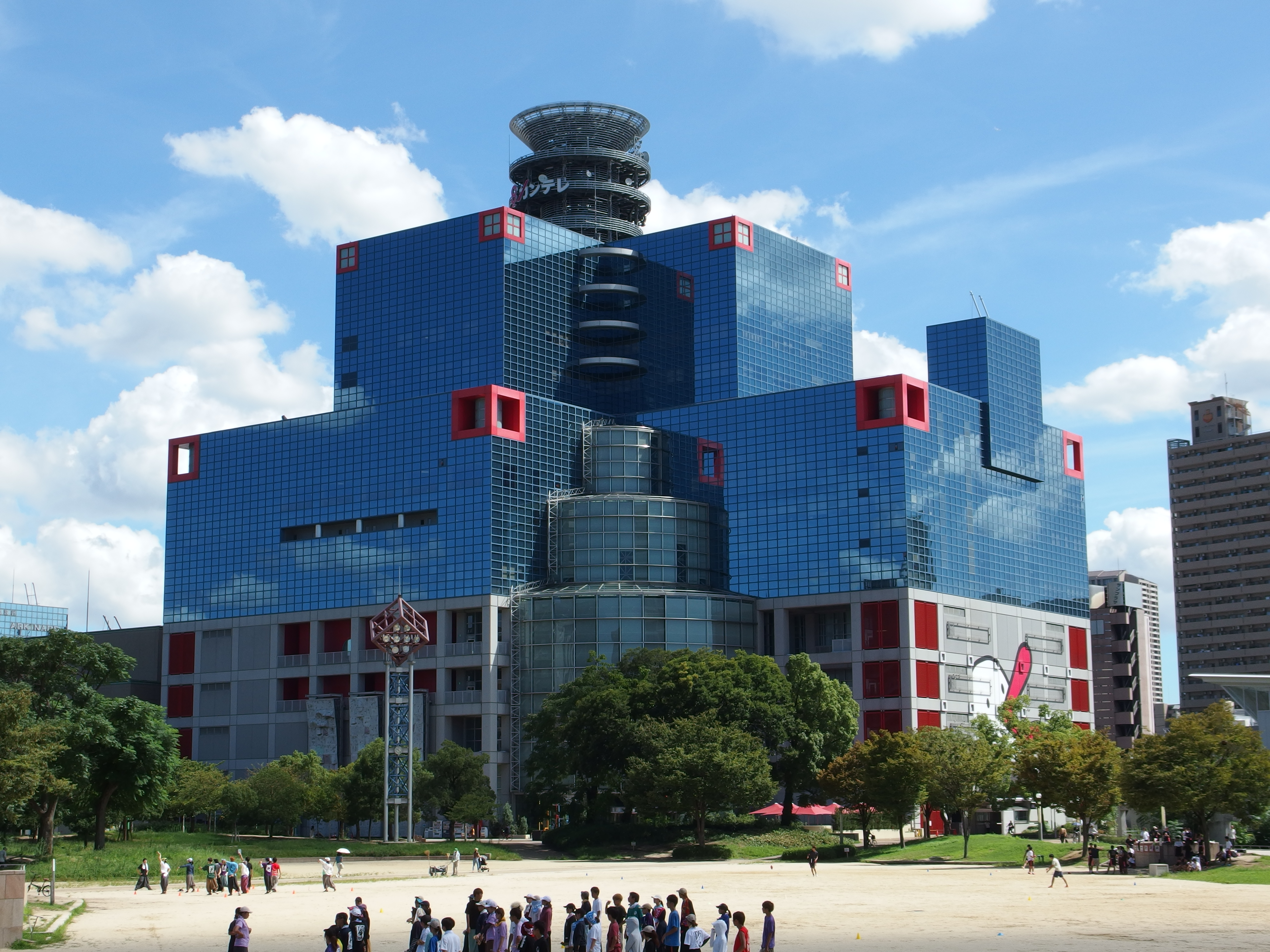
関西テレビ放送

#### 建設業
- ハンシン建設（連結子会社）
- 中央電設（連結子会社）

#### 造園業
- 阪神園芸（兵庫県西宮市）
  - クリエイティブ阪急事業部（大阪府吹田市）

#### グループ金融業
- 阪急阪神フィナンシャルサポート（連結子会社）

#### 人事・経理代行業
- 阪急阪神ビジネスアソシエイト（連結子会社）

#### 映画の興行
- オーエス（連結子会社）
- 東京楽天地（持分法適用関連会社）
- 東宝（持分法適用関連会社）

#### 民間放送業
- 関西テレビ放送（持分法適用関連会社） - フジ・メディア・ホールディングスの持分法適用関連会社でもある。

#### 新規事業インキュベーション
- ライフデザイン阪急阪神（連結子会社） - グループ内でのインキュベーション及び簡易型宿泊施設ファーストキャビンの関西地区フランチャイズ。

その他（39社）

## エイチ・ツー・オー リテイリンググループ
エイチ・ツー・オー リテイリンググループは、純粋持株会社であるエイチ・ツー・オー リテイリング（2007年10月1日に阪急百貨店から商号変更）を中核に、その子会社53社（うち連結子会社52社）及び関連会社4社（すべて持分法適用関連会社）で構成されている（2017年3月期現在）。その営んでいる主要な事業内容は、次のとおりである。

### 百貨店事業
- 阪急阪神百貨店（大阪市北区）
  - 阪急百貨店
  - 阪神百貨店

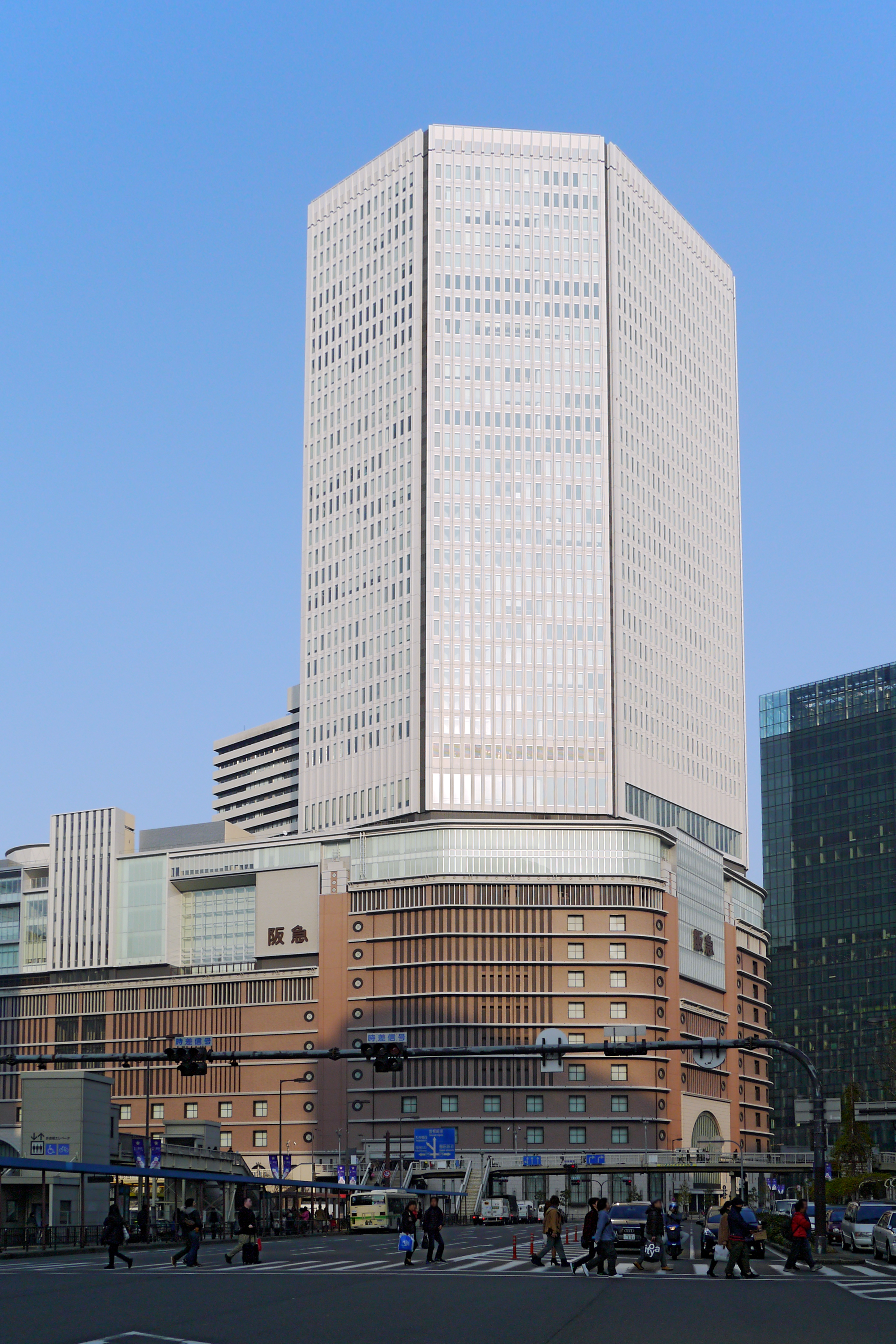
阪急百貨店うめだ本店
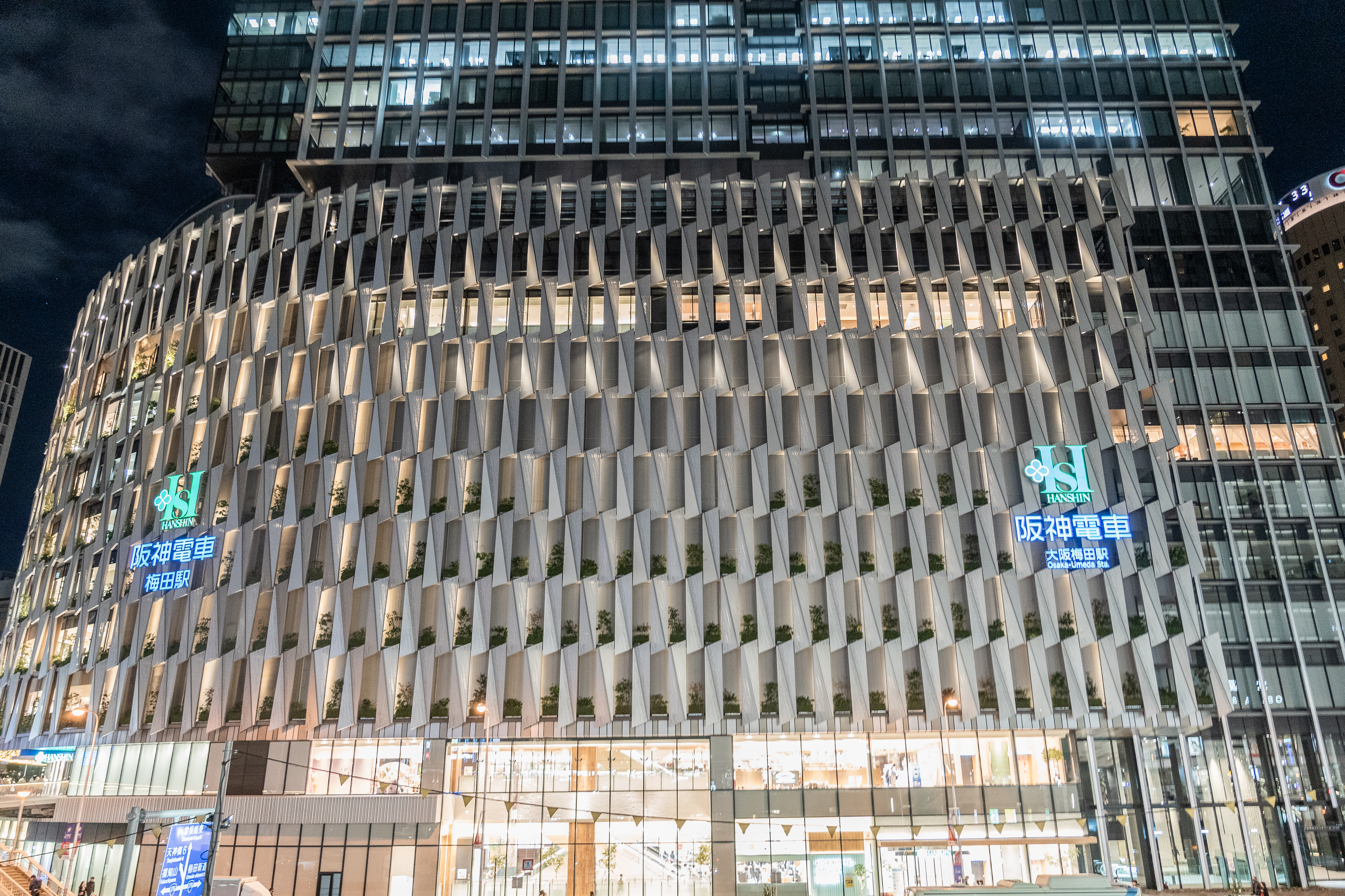
阪神百貨店梅田本店

### スーパーマーケット事業
- エイチ・ツー・オー食品グループ（大阪市北区）
- 関西フードマーケット（兵庫県伊丹市）

#### スーパーマーケット業
- イズミヤ・阪急オアシス（大阪市淀川区） - 2023年4月1日に阪急オアシスがイズミヤを吸収合併し、商号変更。
- 関西スーパーマーケット（兵庫県伊丹市）
- カナート（大阪市住之江区）

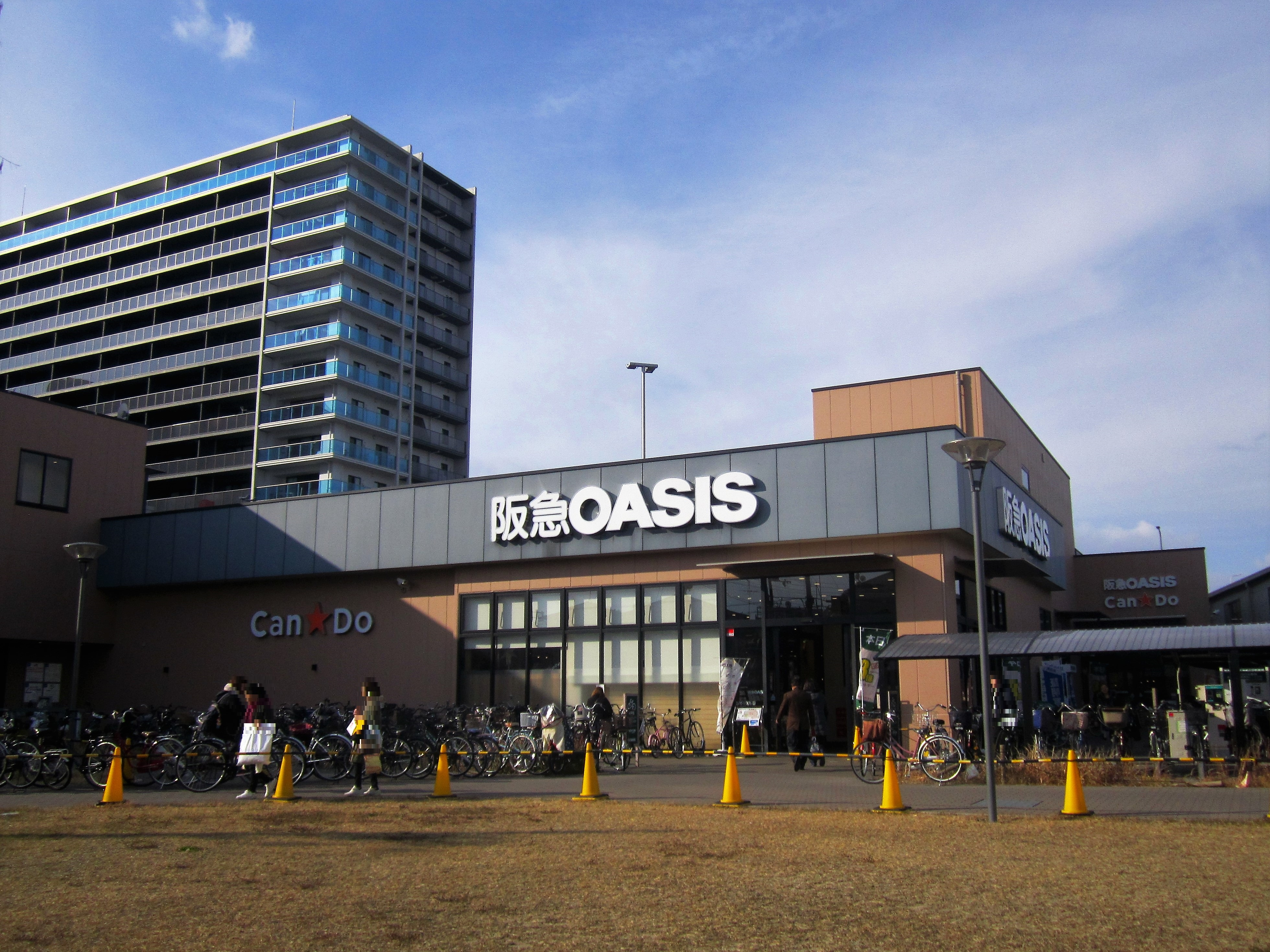
阪急オアシス神崎川店
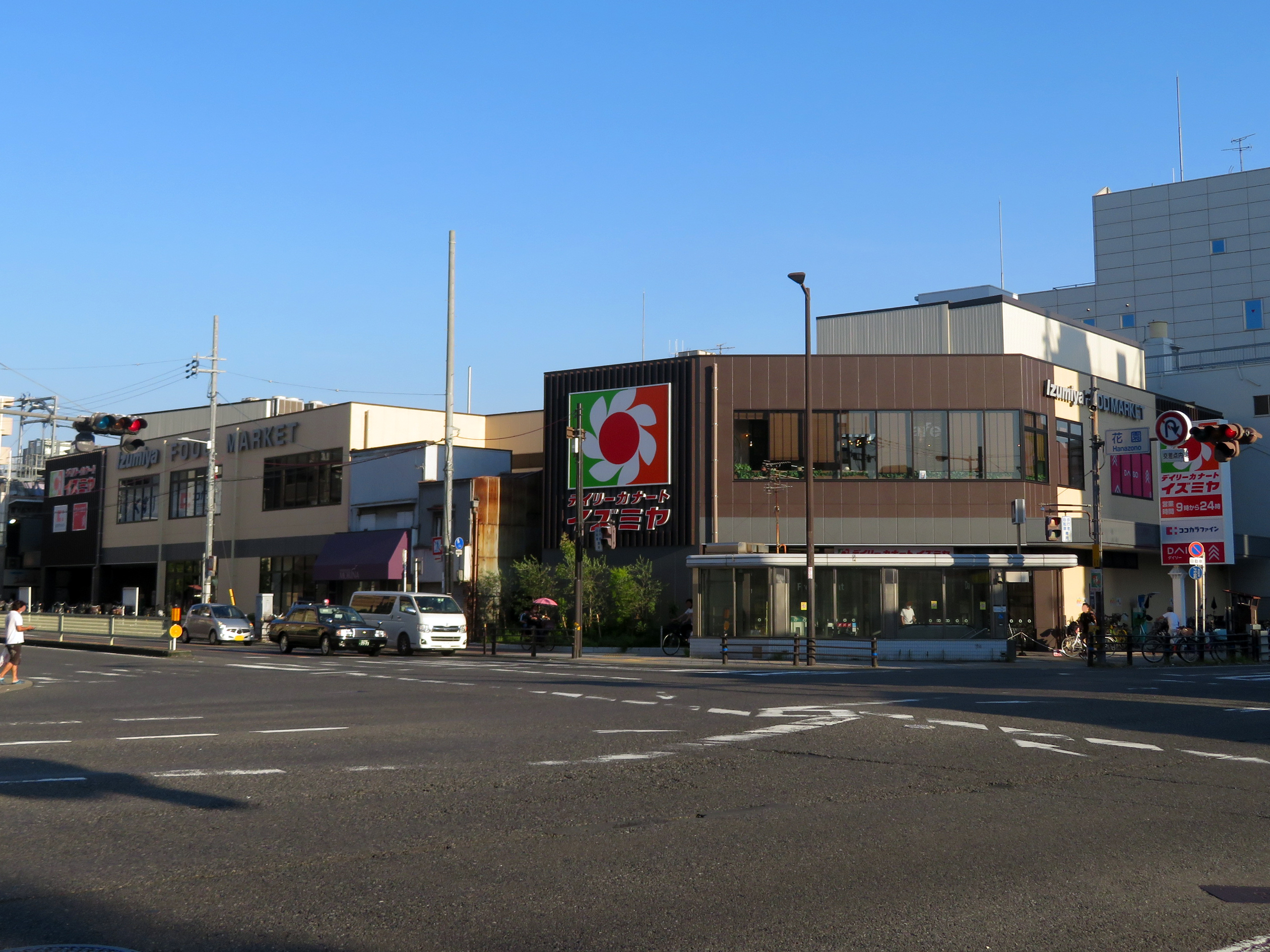
デイリーカナートイズミヤ花園店
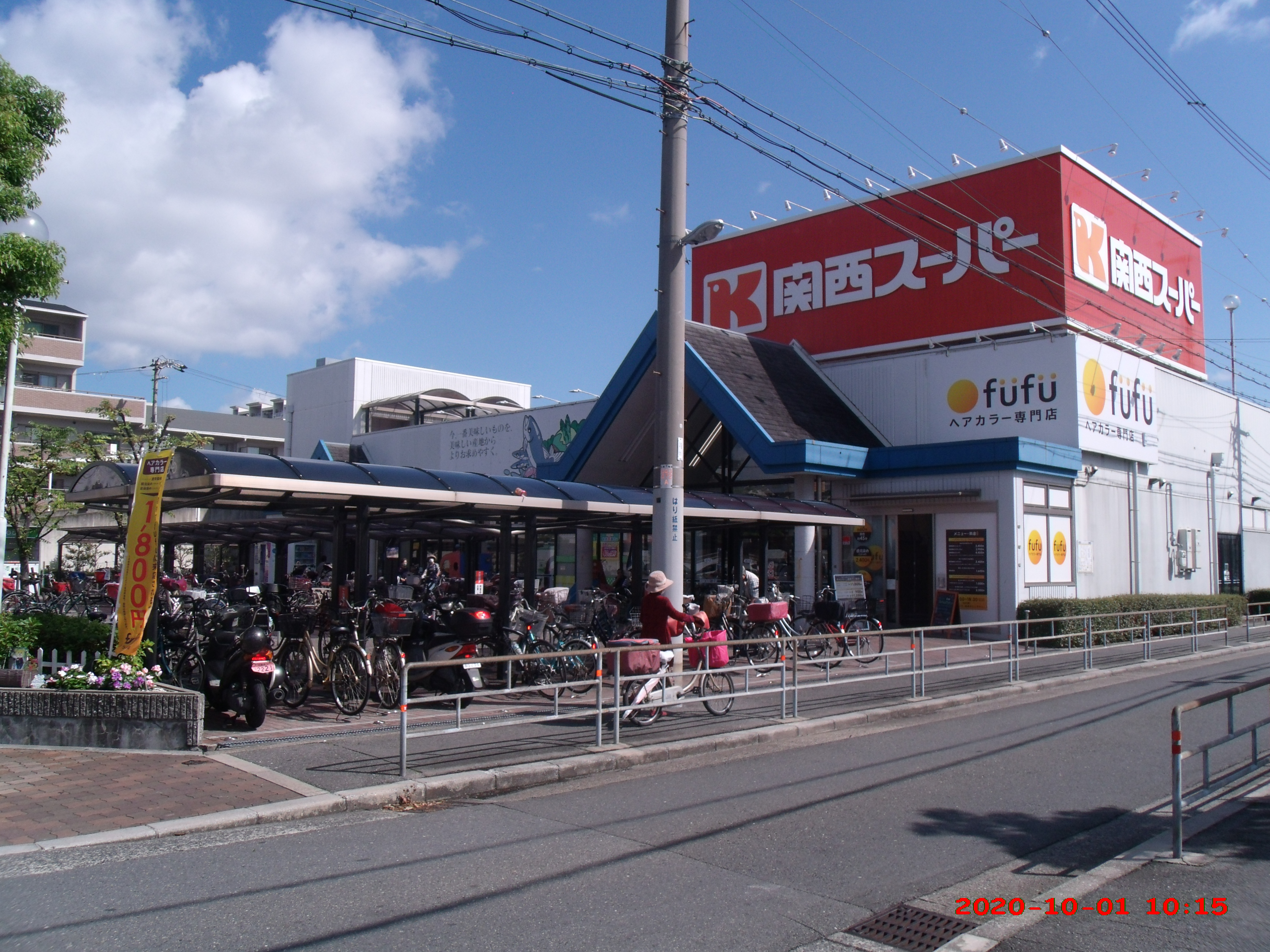
関西スーパーマーケット古市店

#### 食料品製造業
- 阪急フーズ（大阪府豊中市）
- 阪急デリカ（大阪市池田市）
- 山なみ

#### イズミヤ事業
- 蘇州泉屋百貨有限公司（中国江蘇省蘇州市）

### PM事業

#### ホテル業
- 大井開発（東京都品川区）

#### 商業不動産賃貸管理業
- 阪急商業開発（大阪市北区）

#### 関連会社
- ジェイアール東日本商業開発
- 洛友建物管理

### その他事業

#### 持株会社
- エイチ・ツー・オー リテイリング

#### 友の会業
- 阪急阪神百貨店友の会（大阪市北区）

#### 装工業
- 阪急建装（大阪市淀川区）

#### 個別宅配業
- 阪急キッチンエール関西（大阪府吹田市）

#### 飲食店業
- ハートダイニング

#### 人材派遣業
- 阪急ジョブ・エール（大阪市北区）

#### コンビニエンスストアおよび駅売店事業
- アズナス（大阪市北区）

#### その他
- 阪急ホームスタイリング（大阪市淀川区）
- 阪急ウェディング（大阪市北区）
- 阪急クオリティーサポート（大阪市北区）
- 有限会社阪急泉南グリーンファーム（大阪府泉南市）
- ペルソナ（大阪市北区）
- 阪急アクトフォー（大阪市北区）
- 阪急メンテナンスサービス（大阪市北区）
- 阪急ハロードッグ
- 阪急ライフスタイル研究所（大阪市北区）
- 阪急ホームスタイリング（大阪市淀川区）
- カンソー（大阪市西成区）
- 蘇州泉屋百貨有限公司（中国江蘇省蘇州市）
- 寧波開発（大阪市北区） ※エイチ・ツー・オーリテイリングが47.6%、阪急阪神ホールディングスが4.4%出資
  - 寧波阪急商業有限公司（中国浙江省寧波市）

#### 関連会社
- 阪急仁川スポーツガーデン

### その他の関係会社
- 阪急阪神ホールディングス
  - 阪急阪神ホールディングスの連結子会社である阪急電鉄他と、阪急百貨店他の間で不動産の賃貸借を行っている。

## 東宝グループ
東宝グループは、東宝を中核に、その子会社57社（うち連結子会社47社）、及び関連会社10社（うち持分法適用関連会社4社）で構成されている（2025年2月期現在）。その営んでいる主要な事業内容、および事業の種類別セグメントとの関連は、次のとおりである。

### 映画事業

#### 映画の製作・配給
- 東宝（東京都千代田区）

連結子会社
- TOHOアーカイブ（東京都千代田区）
- 東宝東和（東京都千代田区）
- TOHO Global（東京都千代田区）
- Toho International（米国カリフォルニア州）

※特定子会社
- GKIDS（米国ニューヨーク州）
- TOHO Entertainment Asia（シンガポール）

非連結子会社（持分法非適用）
- 東寶影業(香港)
- 東和ピクチャーズ（東京都千代田区[3]）

持分法適用関連会社
- シネマコネクト（東京都港区[4]）
- CJ ENM FIFTH SEASON（アメリカ合衆国カリフォルニア州）

関連会社（持分法非適用）
- マイシアターD.D.（東京都港区）

#### 映画の興行
連結子会社
- TOHOシネマズ（東京都千代田区）

※特定子会社
- 関西共栄興行（東京都千代田区）
- 東京楽天地（東京都墨田区）

※特定子会社

#### 映像の製作・販売
- 東宝（東京都千代田区）

連結子会社
- TOHOスタジオ（東京都千代田区）
- TOHO Tomboピクチャーズ（東京都千代田区）
- TOHO animation STUDIO（東京都新宿区）
- サイエンスSARU（東京都武蔵野市）
- 東宝ミュージック（東京都千代田区）
- 東宝映像美術（東京都千代田区）
- 東宝コスチューム（東京都千代田区）
- 東宝舞台（東京都世田谷区）
- エイシン工芸（東京都千代田区）
- 東宝ステラ（東京都千代田区）
- TOHOマーケティング（東京都千代田区）
- エイド・ディーシーシー（大阪府大阪市中央区）
- ガイエ（東京都千代田区）
- ドラゴンフライエンタテインメント（東京都新宿区）

非連結子会社（「持分法」非適用）
- 東和ミュージック（東京都千代田区）
- 「単騎、千里を走る」任意組合

「持ち分法」適用関連会社
- IGLOO STUDIO（タイ・バンコク）

「持分法」非適用関連会社
- アイ・エス・シー（東京都豊島区[5]）
- ニュージャパンフィルム（東京都港区[6]）
- 映像衣裳サービス（東京都渋谷区[7]）
- 渋谷ステージセンター（東京都新宿区[8]）

### 演劇事業

#### 演劇の製作・興行、入場券の販売
- 東宝（東京都千代田区）

連結子会社
- 東宝芸能（東京都千代田区）
- TOHO THEATRICALS UK（英国ロンドン[9]）
- 東宝エージェンシー（東京都千代田区）

非連結子会社（持分法非適用）
- TOHO PW PRODUCTIONS THEATRICALS 2024（英国ロンドン[10]）

「持分法」非適用関連会社
- シアター・コミュニケーション・システムズ（東京都渋谷区[11]）

### 不動産事業

#### 不動産の賃貸等
- 東宝（東京都千代田区）

連結子会社
- 国際放映（東京都世田谷区）
- 東京楽天地（東京都墨田区）

※特定子会社
- 楽天地オアシス（東京都墨田区）
- 楽天地セルビス（東京都墨田区）

持分法適用関連会社
- 錦糸町ステーションビル（東京都墨田区[12]）

#### 道路の維持管理・清掃・補修
連結子会社
- スバル興業（東京都千代田区）

※特定子会社
※「有価証券報告書」提出会社。
- トーハイクリーン（東京都中央区）
- テス東北（岩手県盛岡市）
- 東京ハイウエイ（東京都千代田区）
- スバルラインサポート（東京都千代田区）
- 協立道路サービス（兵庫県神戸市東灘区）
- 北日本ハイウエイ（宮城県仙台市宮城野区）
- ビルメン総業（東京都武蔵野市）
- 京阪道路サービス（大阪府大阪市北区）
- ハイウエイ開発（東京都千代田区）
- アイ・エス・エスグループ本社（東京都港区）
- アイ・エス・エス（東京都港区）
- アイ・エス・エス・アールズ（東京都港区）

非連結子会社（「持分法」非適用）
- 環境清美（兵庫県明石市[13]）
- 名古屋道路サービス（愛知県名古屋市港区[14]）
- 水質研究所（岩手県北上市[15]）
- スバルケミコ（大阪府大阪市北区）

#### 不動産の保守・管理
連結子会社
- 東宝ファシリティーズ（東京都千代田区）
- 東宝ビル管理（大阪市北区）
- シコー（東京都世田谷区）

### その他事業

#### 物販・飲食店の経営
非連結子会社（「持分法」非適用）
- 東宝共榮企業（東京都千代田区）
- TOHOリテール（東京都千代田区）

#### 会計業務コンサルティング業
非連結子会社（「持分法」非適用）
- 東宝ビジネスサポート（東京都千代田区）

### その他の関係会社

#### 鉄道事業
- 阪急阪神ホールディングス（大阪府池田市）

※「有価証券報告書」提出会社。

## グループ企業
（2013年10月1日現在）
- ☆印は元々阪急電鉄系の企業。★印は元々阪神電鉄系の企業。会社所在地の兵庫県・大阪府・京都府は省略。

### 阪急阪神ホールディングスグループ
- 阪急設計コンサルタント（大阪市北区）☆
- アイテック阪急阪神（大阪市福島区）★
- あしすと阪急（大阪市北区）☆
- 尼崎築港（東京都渋谷区）★
- 天橋立ホテル（宮津市）☆
- 有馬ビューホテル（神戸市北区）
- アルナ車両（摂津市）☆
- いいなダイニング（大阪市淀川区）☆
- 池田エルピーガス（池田市）
- 池田名店街（池田市）☆
- インターナショナル・ミュージカルス新社（東京都渋谷区）
- ウエルネス阪神（西宮市）★
- 梅田芸術劇場（大阪市北区）☆
- 梅田センタービル（大阪市北区）
- エアサーブ（東京都中央区）
- エフエム・キタ（大阪市北区）★
- オーエス（大阪市北区、※東宝グループでもある）☆
- 大阪神鉄豊中タクシー（大阪市淀川区）
- 大阪ダイヤモンド地下街（大阪市北区）★
- 大阪阪神タクシー（守口市）★
- 関西テレビ放送（大阪市北区）☆
- 北大阪急行電鉄（豊中市）☆
- クリエイティブ阪急（吹田市）☆
- グローバルテック（摂津市）☆
- 京浜サービス（東京都港区）
- 交通社保険サービス（東京都港区）
- 神戸高速鉄道（神戸市中央区）
- 神戸電鉄（神戸市兵庫区）☆
- 国際文化公園都市（大阪市中央区）
- 神鉄エンタープライズ（神戸市北区）
- スカイパッキング（千葉県香取郡多古町）
- ステーションネットワーク関西（大阪市北区）
- スマイル（豊中市）
- 千里朝日阪急ビル管理（豊中市）☆
- 第一ホテル九州（大分県大分市）
- 第一ホテルサービス（東京都港区）
- 宝塚映像（宝塚市）☆
- 宝塚クリエイティブアーツ（宝塚市）
- タクト（神戸市中央区、※エイチ・ツー・オー リテイリンググループでもある）
- ダブルデイ阪急（大阪市北区）
- 丹後海陸交通（与謝郡与謝野町）☆
- 中央電設（大阪市福島区）★
- 東京楽天地（東京都墨田区、※東宝グループでもある）
- 東宝（東京都千代田区、※東宝グループでもある）
- 鳥取砂丘会館（鳥取県鳥取市）★
- 鳴尾ウォーターワールド（西宮市）★
- 西大阪高速鉄道（大阪市西区）★
- 西日本パスコ（泉佐野市、※日本航空グループでもある）
- 西山ドライブウエイ（京都市右京区）
- ニッポンレンタカー阪急（池田市）
- 能勢電鉄（川西市）☆
- ハックス阪神（西宮市）★
- 服部緑地自動車教習所（豊中市）☆
- 阪急アドエージェンシー（大阪市北区）☆
- 阪急アミューズメントサービス（宝塚市）☆
- 阪急インベストメント・パートナーズ（大阪市中央区）☆
- 阪急阪神エムテック（茨木市）☆
- 阪急カーゴサービス（大阪市福島区）
  - （阪急カーゴサービスとオリックス・レンテックは取引と委託をしている）
- 阪急観光バス（豊中市）☆
- 阪急航空（八尾市）
- 阪急コミュニケーションズ（東京都目黒区）
- 阪急コンストラクション・マネジメント（大阪市北区）
- 阪急サイバーズ（大阪市北区）
- 阪急産業（大阪市北区）
- 阪急タクシー（豊中市）
- 阪急田園バス（宝塚市）☆
- 阪急トラベルサポート（大阪市北区）
- 阪急仁川スポーツガーデン（西宮市、※エイチ・ツー・オー リテイリンググループでもある）☆
- 阪急ハウジングサポート（大阪市北区）
- 阪急バス（豊中市）☆
- 阪急阪神カード（大阪市北区）
- 阪急阪神電気システム（大阪市淀川区）
- 阪急阪神フィナンシャルサポート（大阪市北区）
- 阪急阪神ビルマネジメント（大阪市北区）
  - 阪急阪神ハイセキュリティサービス（大阪市北区）
  - 阪急阪神クリーンサービス（大阪市北区）
  - 阪急阪神テクノサービス（大阪市北区）
- 阪急阪神ホールディングス（大阪市北区）
  - 阪急交通社（大阪市北区）
  - 阪急電鉄（大阪市北区）
  - 阪急ホテルマネジメント（大阪市北区）
  - 阪神電気鉄道（大阪市福島区）
- 阪急阪神不動産（大阪市北区）☆
- 阪急メディアックス（西宮市）
- 阪急リート投信（大阪市北区）
- 阪急リテールズ（大阪市北区）
- 阪急レールウェイサービス（大阪市北区）☆
- 阪神アメニティ・サービス（大阪市福島区）★
- 阪神エアカーゴ（東京都千代田区）★
  - 阪神フレイト・インターナショナル（欧州）★
  - 阪神フレイト・インターナショナル（シンガポール）★
  - 阪神フレイト・インターナショナル（タイランド）★
  - 阪神フレイト・インターナショナル（中国）★
  - 阪神フレイト・インターナショナル（香港）★
  - 阪神フレイト・インターナショナル（マレーシア）★
- 阪神園芸（西宮市）★
- 阪神ケーブルエンジニアリング（西宮市）
- ハンシン建設（大阪市福島区）★
- 阪神コンテンツリンク（大阪市福島区）★
- 阪神車両メンテナンス（尼崎市）★
- 阪神シルバー・ランドリー（尼崎市）★
- 阪神ステーションネット（大阪市福島区）★
- 阪神タイガース（西宮市）★
- 阪神タクシー（西宮市）★
- 阪神トラック（京都市右京区）★
- 阪神トラベル・インターナショナル（東京都中央区）★
- 阪神バス（尼崎市）★
- 阪神百貨店（大阪市北区）★
- 阪神緑地（神戸市中央区）★
- ビルケア阪神（大阪市福島区）★
- ベイ・コミュニケーションズ（大阪市福島区）★
- ホップス（東京都港区）
- ホテル阪神（大阪市福島区）★
- ホテル阪神レストラン・システムズ（大阪市福島区）★
- レールウェイ・テクノロジー（大阪市淀川区）☆
- 六甲山観光（神戸市灘区）★
- HANKYU EXPRESS USA INC.
- HANKYU GUAM TOURS INC.
- HANKYU INTERNATIONAL TRANSPORT (DEUTSCHLAND) GMBH
- HANKYU INTERNATIONAL TRANSPORT (UK) LTD.
- HANKYU INTERNATIONAL TRANSPORT (NETHERLANDS) B.V.
- HANKYU INTERNATIONAL TRANSPORT (SINGAPORE) PTE LTD.
- HANKYU INTERNATIONAL TRANSPORT (HONG KONG) LIMITED
- HANKYU INTERNATIONAL TRANSPORT (GUANGZHOU) LIMITED.
- HANKYU INTERNATIONAL TRANSPORT (USA), INC.
- HANKYU INTERNATIONAL TRANSPORT (KOREA) CO., LTD.
- HANKYU INTERNATIONAL TRANSPORT(PHILIPPINES)INC.
- HANKYU INTERNATIONAL TRANSPORT (MALAYSIA) SDN. BHD.
- HANKYU INTERNATIONAL TRANSPORT (THAILAND)CO., LTD.
- HANKYU INTERNATIONAL TRANSPORT(TAIWAN) LTD.
- HANKYU SINOTRANS INTERNATIONAL TRANSPORT CO., LTD.
- HANKYU INTERNATIONAL LOGISTICS (SHANGHAI) CO., LTD.
- ビアヘス阪神 ★
- 学校法人宝塚音楽学校（宝塚市）
- 財団法人逸翁美術館（池田市）
- 財団法人千里国際情報事業財団
- 財団法人阪急学園
  - 池田文庫

## 過去のグループ会社

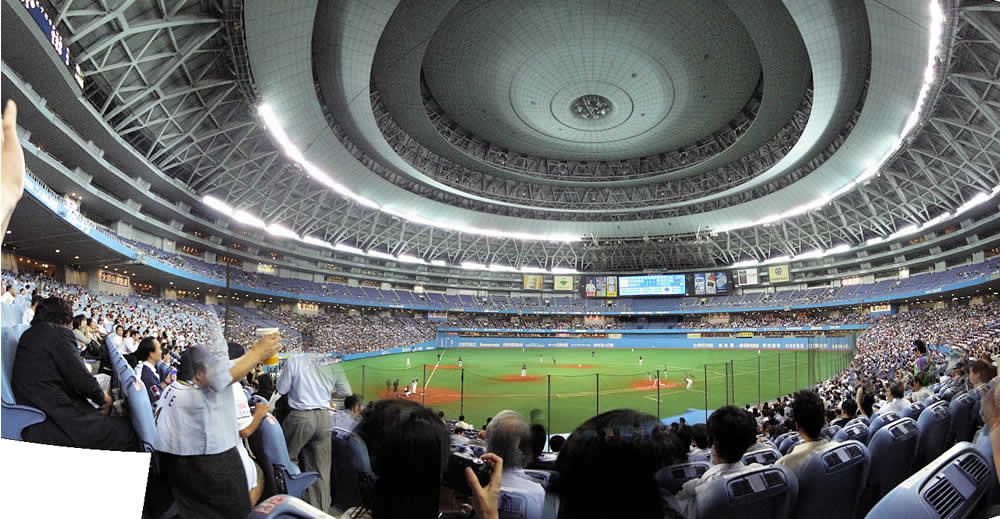
京セラドーム大阪（大阪ドーム）

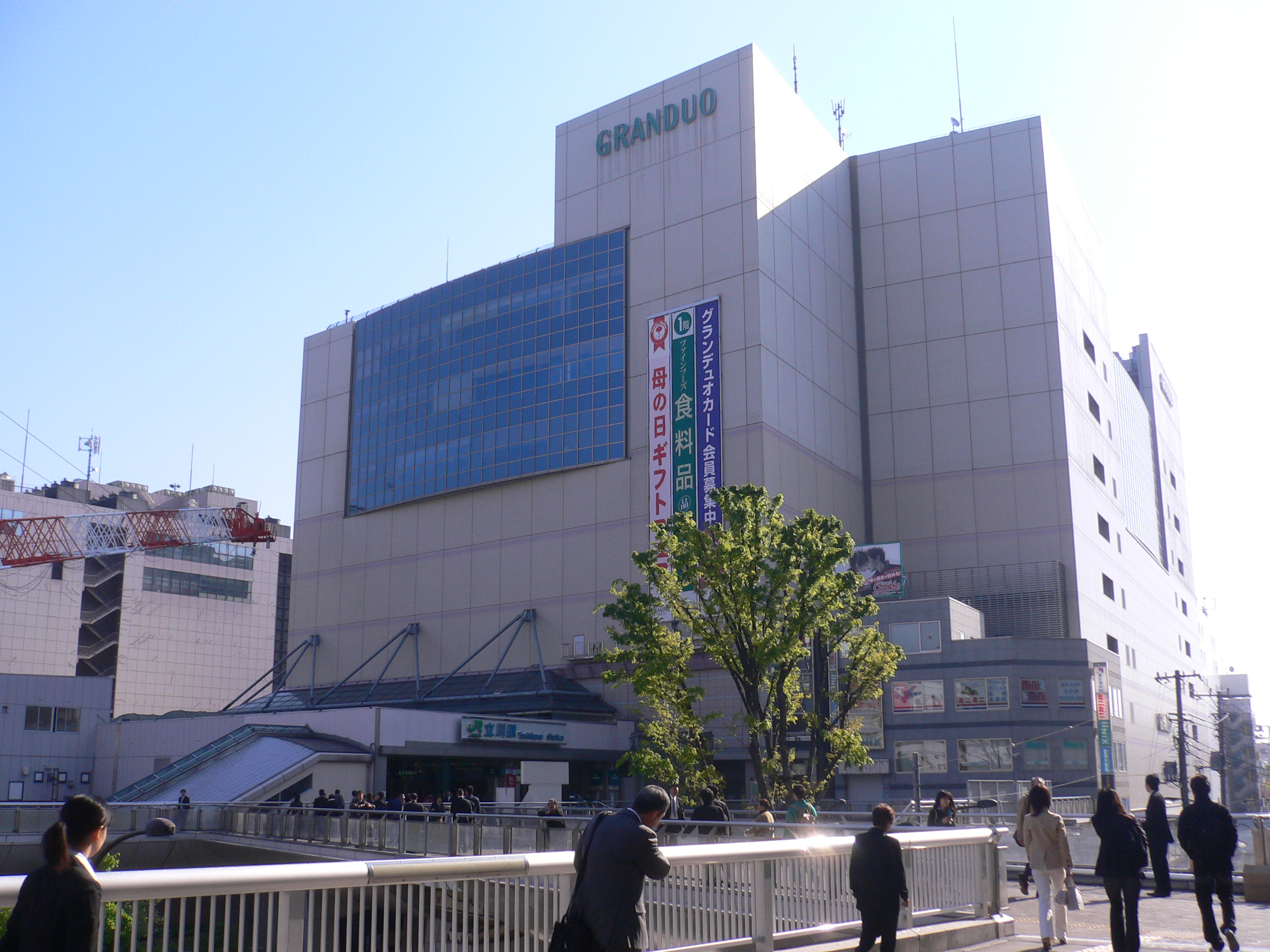
立川駅とグランデュオ

以下に、かつて（過去）のグループ会社、過去に資本関係があった企業、および事業を列挙する。
- 日本急行バス（阪急出資→現名鉄系：名古屋観光日急→名鉄観光バス。高速バスの運行は名鉄バスへ移管）
- 日本高速自動車（阪神出資→現近鉄系の名阪近鉄バス（三重交通グループホールディングス傘下））
- 名古屋阪神観光バス（旧阪神電鉄系。のちクリスタルグループ→グッドウィル・グループを経て現在は大阪バス系列の名古屋バス）
- ブックファースト - 阪急リテールズから分社化ののちトーハンの子会社に
- コマ・スタジアム - 東宝に吸収合併
- ジェイアール東日本商業開発（東京都立川市、JR東日本グループであり、阪急百貨店グループからは離れたが、現在も株を保有している）
- 県民百貨店（旧店名くまもと阪神。阪神百貨店との提携解消後も阪急阪神百貨店は株主として名を連ねていた。2015年3月閉店）
- 阪急共栄ファーマシー（旧阪急百貨店系。阪急共栄物産より分離したのち株式を株式会社ファーマホールディングに譲渡。現在はメディカルシステムネットワーク系列、現社名は共栄ファーマシー）
- 阪急共栄物産（旧阪急百貨店系）
  - 当初ヴィックス製品は同社が輸入元で、日本ヴィックスの設立により分離・独立、ただし日本ヴィックスはグループ会社ではない。後にP&Gの系列となった。現在は製品により製造発売元が異なる。詳細はこちら。
  - 医薬品部門は阪急共栄医薬→エムジーファーマに変更した後ロート製薬が株式を取得し、現在はロート製薬系列会社のエムジーファーマ。
  - 阪急共栄ストアーは阪急ファミリーストアに変わり、現在は阪食傘下。
- 阪急ブレーブス（プロ野球球団・阪急ブレーブスを運営。オリックスに譲渡。さらに大阪近鉄バファローズを統合し現在はオリックス・バファローズ）
- 京阪神ビルディング（京阪神競馬として創業し阪神競馬場の開設に関わる。現在は三井住友銀行系列に当たる）
- 森組（阪急電鉄系。阪急には建設部門がなかったため買収したが、現在は長谷工コーポレーションの関連会社）
- アルナ矢野特車（矢野特殊自動車グループ）・アルナ輸送機用品（川崎重工業グループ） - いずれもアルナ工機から分離
- 神戸阪神タクシー（グループからは離れ、社名は神戸六甲タクシー株式会社に変わり、キクヤ交通（神戸市長田区に本社を持つタクシー会社）の関連会社になった後、2021年6月に合併）
- 高砂交通（グループからは離れ、しばらくはキクヤ交通の関連会社だったが、現在は独立）
- Jトラストフィナンシャルサービス（阪急出資時代の旧社名は株式会社ステーションファイナンス。現在は商工ローン会社Jトラスト傘下）
- 阪電工（現在は関電工グループだが、現在も株を保有している。
- 阪神モーター・ドック（兵庫県尼崎市）阪急エムテックに吸収合併され解散。現在は阪急阪神エムテック尼崎工場。
- 下電開発（岡山県岡山市 ※下津井電鉄グループ）
- 芦有開発（現社名「芦有ドライブウェイ」）
- 新阪神タクシー（大阪市此花区、廃業の後車庫はマックスバリュエクスプレス千鳥橋店となっている）
- 有限会社上中造園（神戸市灘区）
- 上中造園石材（西宮市）
- るり渓開発（京都府南丹市園部町） - 「るり渓ゴルフクラブ」を経営。安威川ゴルフ株式会社（大阪府茨木市）に譲渡
- 真庭リゾート開発（岡山県真庭市） - 「真庭カンツリークラブ」を経営。株式会社アイエスピーコーポレーション（岡山市）に譲渡
- 神鍋高原開発（豊岡市）
- ケーブルネット神戸芦屋（神戸市東灘区、※J:COMグループ）
- 新阪神サービス（大阪市福島区）
- メイツ大阪（大阪市北区）
- ラガール・ショップ（大阪市北区）
- 学校法人千里国際学園（箕面市） - 学校法人関西学院に吸収。なお、阪急阪神HDと関西学院の関係も密接である。
- グローバルテック（大阪府摂津市）大半の事業を阪急電鉄へ移管し、一切の事業を停止
- 石見観光開発（島根県益田市） - グループから離れたが、現状阪神との関係は全く不明
- 石見交通（島根県益田市） - グループから離れたが、現状阪神との関係は全く不明
- 石見交通商事（島根県益田市） - グループから離れたが、現状阪神との関係は全く不明
- 円谷プロダクション - 東宝所属の円谷英二特技監督が1963年設立。資本・役員・製作スタッフ等会社運営に深く関わっていたが1990年代前半に同社三代目社長が東宝所有全株式を買い取ったためグループから離脱。四代目以降の経営失態による株式譲渡にともない現在はフィールズの子会社で、バンダイナムコグループの持分法適用会社。
- 阪急阪神交通社ホールディングス（大阪市北区） - 旅行事業の阪急交通社および国際輸送事業の阪急阪神エクスプレスを傘下に持つ阪急阪神交通社グループの中間持株会社。2013年に阪急阪神エクスプレスに合併され消滅
- 東宝ビルト（東京都千代田区）1962年設立–2008年会社解散。くわしくは東宝ビルト参照
- 阪急コミュニケーションズ - 出版社。2014年、事業分割の上カルチュア・コンビニエンス・クラブに事業譲渡。
- 高知新阪急ホテル（高知県高知市） - 2012年、ホテルマネージメントインターナショナルに株式譲渡。ザクラウンパレス新阪急高知に改称後も阪急阪神第一ホテルグループに加盟している。
- 江坂運輸（兵庫県西宮市）、阪神運送（大阪市福島区） - 2009年、物流企業センコーに譲渡。
- アワーズイン阪急（東京都品川区） - 2011年（平成23年）4月1日に大井開発へ吸収合併。
- エイチディ・プランニング・ウエスト - 100%連結子会社（正確には阪急商業開発の100%出資子会社）だったが、2012年（平成24年）3月30日付で南海電気鉄道に全株式が譲渡され、グループを離脱。現社名は南海リテールプランニング株式会社[16]。
- タクト - 隣接して営業していた神戸阪急の閉店に伴い、2012年（平成24年）4月1日付で三菱倉庫に保有していた発行済み株式の40%全てを譲渡して撤退した[要出典]。
- 豆狸（大阪市北区） - 2012年（平成24年）4月1日に阪急デリカへ吸収合併。
- 阪急デパートメントストアーズヨーロッパB.V. - 欧州子会社（本社はオランダ・アムステルダム）であったが、2013年度（平成25年度）に会社清算[要出典]。
- シネモザイク（神戸市中央区） - 2013年解散。運営していたシネモザイクはOSシネマズ神戸ハーバーランドにリニューアルしている。
- 三和興行（東京都新宿区） - 2014年、東宝に吸収合併。
- 東宝サポートライフ - 2015年、生活科学運営に譲渡。現・株式会社SOL星が丘。
- 北海道東宝（東京都千代田区） - 2016年解散。
- 東宝不動産（東京都千代田区） - 2017年に東宝に権利義務一切を承継し解散。
- 北神急行電鉄（神戸市北区） - 2020年に神戸市交通局に権利義務一切を継承し解散。
- ウイズシステム（大阪市北区） - 2019年に情報技術開発株式会社へ売却しグループ離脱。
- 家族亭 - 2020年2月にSRSホールディングスが株式交換により完全子会社化しグループ離脱。
- 大阪空港交通（大阪府豊中市）※阪急観光バスに社名変更・旧阪急観光バスと合併
- 阪急田園バス（兵庫県宝塚市）※阪急バスに吸収合併
- 山陽自動車運送（大阪市福島区、※レンゴーの子会社）★
- 新和運輸（大阪市港区、山陽自動車運送の子会社）★
- イズミヤ（大阪市西成区）※阪急オアシスに吸収合併され、イズミヤ・阪急オアシス株式会社となった。
- イズミヤカード（大阪市浪速区）※ペルソナに吸収合併
- ビーユー（大阪市西成区） - アトラグループが買収し、「ペリカン」（大阪市西区）となった。
- 阪急ベーカリー（大阪府池田市）※阪急デリカに吸収合併

## 資本関係や密接的な関係はあるが、グループではない企業
- ヒガシマル醤油 - 密接的な関係を持っている。阪急駅貼りポスターなどでの広告スポンサー。
- 池田銀行 - 密接的な関係を持っている。阪急の駅に設置されているPatSatは池田銀行と提携。
  - 2009年10月の池田泉州ホールディングス発足後は、池田泉州HDに出資する形となるため、（2010年4月、池田泉州銀行に行名改称）直接の資本関係はなくなる。
- 下津井電鉄 - 阪急電鉄が株主となっているが、組織的関係は薄い。
- 山陽電気鉄道 - 阪神電気鉄道が筆頭株主
- 神姫バス - 阪神電鉄が筆頭株主
- 全但バス - 2008年まで阪急阪神ホールディングスが筆頭株主。2009年に神姫バスと経営統合する構想があったが立ち消えとなった。
- フジサンケイグループ - グループを統括する認定放送持株会社のフジ・メディア・ホールディングスが関西テレビ放送の筆頭株主であり、傘下のフジテレビジョンは同局が属するFNN・FNSのキー局である。また東宝が筆頭株主である。この関係で宝塚歌劇の全国ツアーではフジテレビ系列局が関わることが多い。系列局の岡山放送は上記の下津井電鉄が設立母体の1つ。
- 朝日放送グループホールディングス - 傘下の朝日放送テレビはテレビ朝日（ANN）系列、朝日放送ラジオはJRN・NRNクロスネット局で、阪神電鉄との関連が深く、阪神電鉄元会長の坂井信也が朝日放送の取締役を務めている。また、2007年から2011年までグループ鉄道各社の阪急電鉄・阪神電鉄・能勢電鉄の3社で同局のアニメ・特撮番組である「仮面ライダーシリーズ」と「プリキュアシリーズ」のキャラクターを使って夏休み期間中にスタンプラリーを行っていた。阪神電鉄はテレビ朝日とも友好関係にある。テレビ朝日は前身の日本教育テレビ（NETテレビ）時代に後述の毎日放送が準キー局だった名残で阪急電鉄とも友好関係にあり、小林一三の曾孫の松岡修造をテレ朝制作スポーツ番組のメインキャスターに起用している。
- 大阪モノレール - 株主に在阪私鉄7社[17]が含まれており、阪急主導であるがグループには属していない。
- 毎日放送 - テレビはTBS（JNN）系列、ラジオはJRN・NRNクロスネット局。開局に阪急電鉄など阪急グループ各社や日本電気が深く関与しているが、グループには属さない。毎日放送会長の三村景一は小林公平の甥で、小林公一の従兄弟にあたる。なお、阪急グループはTBSとも友好関係にあり、TBSの番組で宝塚歌劇団に密着取材を行ったことがあるほか、「関口宏の東京フレンドパークII」では宝塚歌劇団による「貸切営業」を行ったことがある。阪神電鉄も朝日放送がTBS系列だった腸捻転時代の名残でTBSとも友好関係にある。
- 讀賣テレビ放送 - 関西地区のNNN・NNS系列局で、日本テレビの兄弟会社かつ準キー局。日本テレビで放送された「ズームイン!!朝!」で阪神タイガースを応援するなど、阪神グループとの関係が深い。また、阪神電鉄の子会社「ミマモルメ」と共同で「プログラボ教育事業運営委員会」を設立し、子ども向けロボットプログラミング教室の「プログラボ」を運営している。
- テレビ大阪 - テレビ東京・TXN系列で阪急電鉄・阪神電鉄ともに同局の設立母体の1つ。阪神電鉄保有の土地にあるキッザニア甲子園にスタジオがあり、キー局のテレビ東京は上記の毎日放送が2023年現在も株を保有している。阪急電鉄・阪神電鉄とも日本経済新聞・テレ東系列各局[18]とも友好関係にある。
- ラジオ関西 - 関西テレビ設立時のメンバーの1社。現在でも宝塚歌劇を扱う番組や、阪急電鉄のラジオCMを放送している。
- 神戸新聞社 - 阪急阪神ホールディングスが3.83%の株式を保有している。また、上記のラジオ関西を傘下に収めている。
- サンテレビジョン - 1969年の開局以来、阪神タイガース戦を生中継する等、関係が深い。
- エフエム大阪 -  阪急阪神ホールディングスが株式を保有している。
- パレスホテルチェーン - 阪急阪神ホールディングスが大株主。
  - パレスホテル東京

## 資本関係はないがグループの企業と関係がある企業・社局
- 東芝 - 阪急電鉄（神戸線・宝塚線車両は主要機器、京都線車両は補助機器のみ）、阪神電気鉄道、北大阪急行電鉄などグループ鉄道各社で、制御装置などの車両用機器を納入している。また、阪急電鉄・能勢電鉄の自動改札機などの駅務機器を納入している。また阪急百貨店との繋がりが大きい（『東芝日曜劇場』各作品に登場した百貨店は、東京東芝ビル（当時）の店子であった「数寄屋橋阪急」であった）。
- 三菱電機 - 阪神電鉄・神戸電鉄車両の制御装置を納入している。
- 東洋電機製造 - 阪急京都線車両の制御装置を納入している。過去には阪神電鉄にも主電動機などを納入していた（現在は東芝に切り替わっている）。
- 日立製作所 - 阪急9000系・9300系・1000系・1300系・2000系・2300系の車両を納入している。
- 川崎車両 - 神戸電鉄・北神急行・阪神電鉄（5500系・9000系のみ）の車両を納入している。
- 近畿車輛 - 阪神電鉄（1000系・5700系）・北大阪急行電鉄（9000形）の車両を納入している。
- 三井グループ - 小林一三が旧三井銀行出身だったことから関係が深く、三井銀行→さくら銀行→三井住友銀行が阪急東宝グループのサブバンクとなっている。
- 住友グループ - 旧住友銀行が阪神電鉄のメインバンクだったことから関係が深く、阪神の鉄道駅と自社ビルとホテル阪神にメインバンクを同じくするアサヒ飲料の自販機が設置されているほか、阪神百貨店の営業車にマツダ製が使われていることがある。1997年まで、阪神甲子園球場で販売されるビール類はアサヒビールの独占供給だった。
- オムロン - 日本初の自動改札機を阪急北千里駅に導入。阪神電鉄・神戸電鉄の駅に設置されている自動改札機と券売機を納入している。
- オリックス - 阪急ブレーブスの譲渡先。
- サントリー - 小林一三の次女・春子の嫁ぎ先の鳥井家（佐治家）が経営する飲料メーカーで、阪急の鉄道駅や自社ビル、阪急阪神ホテルズなどに置かれる自販機がサントリー製となっているほか、雑誌『歌劇』にサントリーの広告が掲載されるなど関係が深く（現在でも檀れいが「金麦」の広告に起用されている）、小林一三の外孫にあたる鳥井信一郎が阪急不動産の取締役も兼務していた。
- 商船三井 - 傍系の前身企業の松岡汽船は小林一三の次男の婿養子先の松岡家が創業。松岡家は宝塚駅に近い現在の西宮市塩瀬町生瀬出身。
- 小西酒造 - 伊丹市に本社があり、旧阪鶴鉄道の設立母体の1つ。
- ホリプロ - 宝塚歌劇団の一部OGがマネジメント契約で所属している。
- 近畿日本鉄道 - 阪神本線・阪神なんば線と近鉄奈良線と相互直通運転。
- 大阪市高速電気軌道（Osaka Metro） - 大阪市交通局時代から阪急京都線と千里線が堺筋線、北大阪急行電鉄と御堂筋線と相互直通運転。
- 近鉄百貨店 - エイチ・ツー・オー リテイリングと情報システム開発に関して提携していた時期があるほか、あべのハルカス近鉄本店前身の大鉄百貨店に阪急百貨店が商品を供給していた。
- 名鉄百貨店 - 開設前の社員教育を阪急百貨店で実施したほか、子供服プライベートブランド「ポテトチップス」の提供を受けていた。
- 京阪百貨店 - 以前の京阪デパート事業が阪急百貨店天満橋支店に引き継がれるなど関係が深く、開設前の社員教育を阪急百貨店で実施した。
- 岩田屋 - 小林一三の助言で天神に出店し、阪急百貨店から子供服プライベートブランド「ポテトチップス」の提供を受けていた。現在は博多阪急と競合関係にある。
- 東急百貨店 - 前身の東横百貨店は阪急百貨店を参考に渋谷へ出店し、子供服プライベートブランド「ポテトチップス」の提供を受けていた。
- 髙島屋 - エイチ・ツー・オー リテイリングと業務提携しており、経営統合の計画を中止後も2022年まで資本提携していた。また、京都店建物の大半は阪急阪神不動産が保有する。
- そごう・西武
  - そごう - 神戸店を三宮阪神ビル（阪神電気鉄道ビル）に出店したが、2019年に神戸阪急となった。また、開業当初の阪急梅田駅、1970年代の西宮北口駅などに広告を出稿していた。
  - 西武百貨店 - 高槻阪急の前身・西武高槻店を出店し、当初から店内に関西スーパーマーケット（当時は阪急阪神東宝グループ外）が出店している。有楽町マリオンに阪急百貨店（阪急メンズ東京の前身「有楽町阪急」）と共同出店したが、撤退した。